# Marcel Goc
Marcel Goc (Calw, 24 agosto 1983) è un ex hockeista su ghiaccio tedesco, di ruolo attaccante.